# Pasquale Bruno (bandito)
Pasquale Bruno (Villafranca Tirrena, 1780 (?) – Palermo, 31 agosto 1803) è stato un leggendario bandito siciliano, vissuto a Bauso (odierna Villafranca Tirrena).

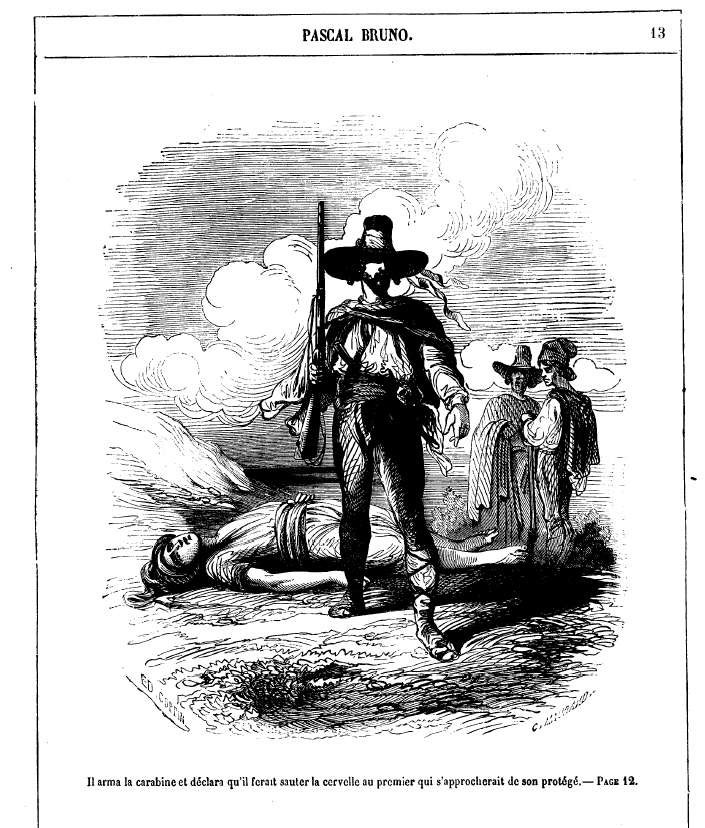
Pasquale Bruno, raffigurazione tratta dal romanzo Pascal Bruno di Alexandre Dumas, ed. 1861

Il suo nome venne reso famoso dallo scrittore Alexandre Dumas che, nel 1838, diede alle stampe a Parigi il romanzo storico Pascal Bruno. Tre anni più tardi il testo fu pubblicato dallo Stabilimento Poligrafico Empedocle di Palermo, la stessa città dove si diede fine al mito del bandito con la sua impiccagione nel piano della Marina avvenuta nel 1803 per sentenza della Regia Gran Corte. La data si evince dal testo curato da Antonino Cutrera Cronologia dei giustiziati di Palermo 1541 – 1819 stampato nel 1917.

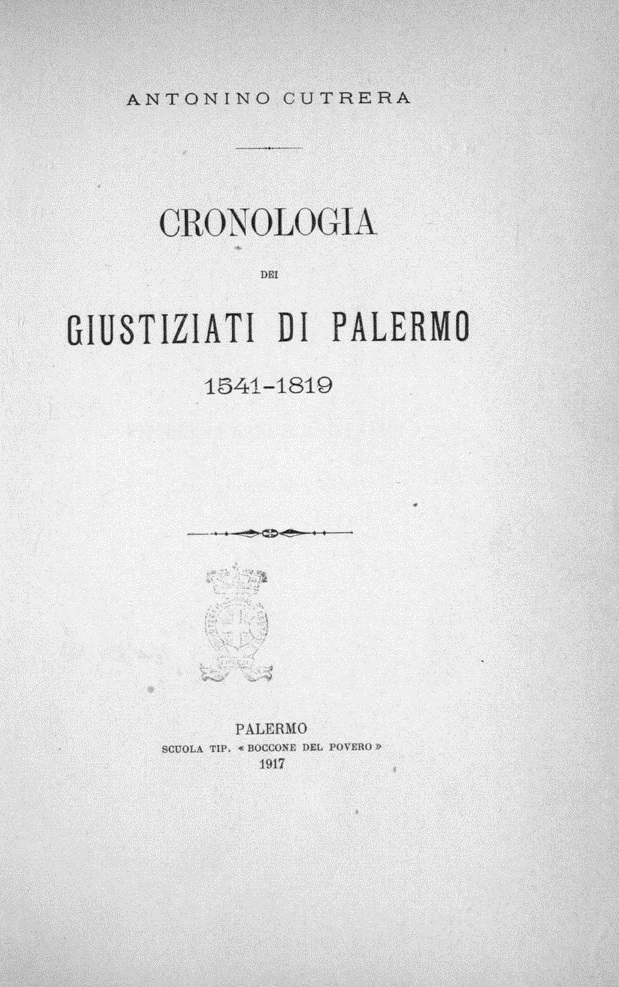
Cronologia dei giustiziati di Palermo, 1917

## Leggenda
Nell'immaginario popolare Pasquale Bruno, nato presumibilmente nel 1780, è quell'eroe buono che si batte contro le prepotenze dei signori, a cominciare dal principe di Castelnuovo e Conte di Bauso violentatore della madre secondo il diritto leggendario dello Ius primae noctis. Proprio da qui prende avvio la storia di questo personaggio. Il padre di Pasquale, Antonino, detto “Zuzza” per vendicare l'onore della propria moglie aveva tentato di uccidere il conte. Antonino fu condannato a morte e la sua testa fu messa in una gabbia sulle mura del Castello di Bauso.
Rimasti soli, la moglie e il figlio, ancora piccolo, decisero di lasciare Bauso e per trovare rifugio sulle montagne che sovrastano Barcellona Pozzo di Gotto. Pasquale, alla morte della madre, ritornò a Bauso e qui ebbe modo di conoscere una giovane di nome Teresa, che era in servizio come cameriera presso la contessa Gemma di Castelnuovo, moglie del Principe di Carini e figlia di quel conte che il padre del bandito aveva tentato di uccidere. Per queste ragioni la contessa Gemma non nutriva di certo simpatie nei confronti di Pasquale Bruno. Difatti, impedì al giovane di frequentare Teresa che, anzi, fece trasferire a Palermo, dove fu spinta a sposare un servitore della casata con l'intento di mantenere i due sposi al suo servizio lontano da Bauso. Pasquale cercò d'impedire che tutto ciò avvenisse presentandosi supplichevole alla contessa, ma era stato cacciato perché la nobildonna non contemplava minimamente il perdono per il gesto scellerato del padre. Queste ragioni portarono Pasquale Bruno a diventare un bandito. Egli si sentiva vittima di un'ingiustizia e si ribellò per anni contro i gendarmi del Conte di Castelnuovo, seguito da un ristretto gruppo di amici fidati.
Resistette assediato nella sua masseria fino a quando la contessa minacciò di bruciare Bauso. L'amore per il suo paese e per la sua gente prevalse e si arrese. La morte violenta di Pasquale Bruno amplificò la sua vicenda e fece entrare il bandito di Bauso nella leggenda, innalzandolo a ruolo di eroe contro i soprusi dei potenti.

## Letteratura

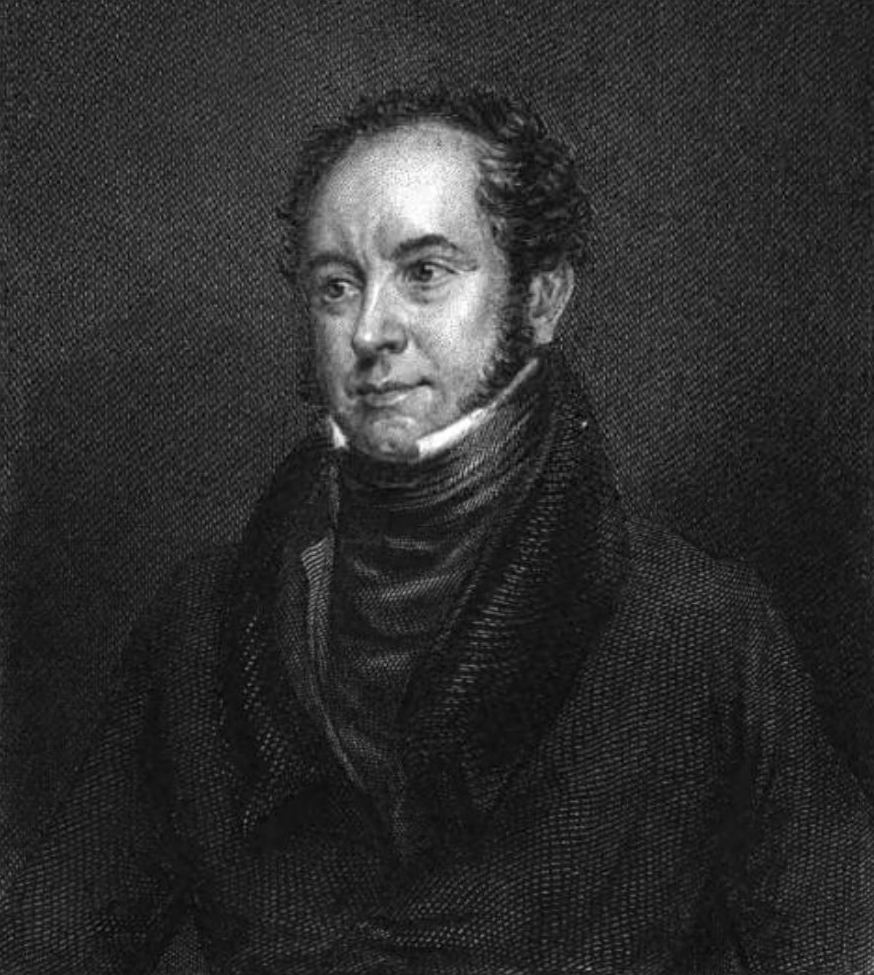
Theodore Edward Hook, lo scrittore che tradusse in inglese il romanzo Pascal Bruno di Dumas

Se la leggenda del bandito di Villafranca Tirrena fece il giro del mondo è principalmente merito di Alexandre Dumas. Nella versione del 1838 del romanzo “Pascal Bruno” lo scrittore francese spiega di esser venuto a conoscenza delle gesta del bandito dalla voce del musicista compositore catanese Vincenzo Bellini e, incuriosito, di aver fatto visita ai luoghi di quei racconti avventurosi.
Sempre Dumas, ma nel racconto di viaggio “Le Capitaine Arena”, pubblicato nel 1842, racconta di aver ascoltato da un notaio di Calvaruso (frazione di Villafranca Tirrena) la storia delle imprese di Pasquale Bruno. Lo scrittore fu effettivamente a Bauso l'11 ottobre del 1835 e da
quella sua visita trasse tutti gli elementi per ricavarne successivamente il romanzo.
Ma l'attività di Dumas non era unicamente quella di romanziere. Nel 1860, tra l'altro, fonda il giornale “L'Indipendente”, con il patrocinio del ministro dell'Interno Liborio Romano. Proprio tra le sue colonne nel periodo tra marzo e aprile del 1861 venne inserita come appendice a puntate la traduzione del “Pascal Bruno”.
Dell'opera dello scrittore francese si contano diverse traduzioni nella metà del XIX secolo. In Spagna ad esempio il testo è stato pubblicato con il nome di “Bruno el Bandolero”, in Germania si sono raccolti, invece, in unica edizione diversi scritti di Dumas, e tra questi il Pascal Bruno. Senza dubbio, comunque, è la traduzione, meno letterale, in inglese che ne fa Theodore Edward Hook a riscontrare maggiore fortuna. Lo scrittore spiega nella prefazione di aver deciso di tradurre il Pasqual Bruno dopo averne sentito parlare da un caro amico, rimasto affascinato dalla figura del bandito conosciuta attraverso le pagine di una rivista francese.
In Italia una prima traduzione di questa storia romantica appare a Palermo nel 1841 e da lì a poco se ne conteranno diverse. In tempi recenti (1988) il Pasquale Bruno è stato ripubblicato dagli studiosi Claudio Rizza (“Edizioni della Zisa” di Monreale) e Giuseppe Celona (“Lo Presti” di Capo d'Orlando).

## Opere ispirate al romanzo

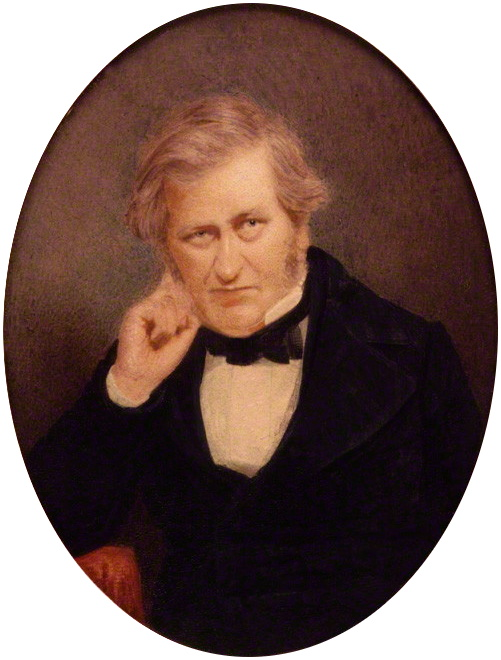
Gilbert Abbott à Beckett (Londra, 1811 – Boulogne, 1856) è stato uno scrittore e drammaturgo britannico.

Dal romanzo alle scene del teatro, il passo fu talmente breve che nello stesso anno della pubblicazione a puntate sulla rivista parigina il “Pasqual Bruno” andava in scena in Inghilterra. Il St. James Theatre di Londra, infatti, il 26 dicembre del 1837 ospitò un adattamento del romanzo di Dumas ad opera del drammaturgo Gilbert Abbott à Beckett che aveva avuto modo di lavorare anche sulla traduzione di Theodore Hook. Ad opera di à Beckett, il Pascal Bruno diviene una “burletta” vittoriana, ovvero una parodia (o meglio ancora stravaganza), genere di spettacolo molto popolare nell'Inghilterra e nei teatri di New York nella metà del XIX secolo. A conquistare la parte principale dell'eroe fu una giovane donna: Mary Anne Stirling. In questo genere di lavori teatrali molti dei ruoli maschili sono stati interpretati da attrici come “ruolo calzoni” (ruolo da pantaloni), appositamente per mostrare le loro attrattive fisiche, e alcuni dei vecchi ruoli femminili spettavano ad attori di sesso maschile.
Di una seconda produzione inglese, vi è testimonianza presso l'Università del Kent dove è conservato il libretto del “Pascal Bruno, il brigante di Sicilia: un dramma romantico in due atti” scritto da Samuel Atkyns. Il testo contiene annotazioni e didascalie di ignoti insieme ad una nota manoscritta, aggiunta dall'autore, sul frontespizio, ed un frammento della locandina dello spettacolo così come andato in scena nel 1847, ma senza far menzione al teatro che lo avrebbe ospitato. Questa copia del testo conservata a Kent ha per titolo sulla copertina “Pascal Bruno” mentre all'interno si può leggere l'intestazione “La maschera d'argento o la sposa del Brigante”.
Una rappresentazione di cui si ha testimonianza è avvenuta in Colombia al Teatro Maldonado di Bogotà, nel 1856. Il 6 luglio, il pubblico assistette per la prima volta al dramma in prosa in cinque atti “La Gema de Castelnovo”, nella riduzione curata da Leopoldo Arias Vargas. La trasposizione si rivelò un successo tant'è che, sul numero 75 del “Papel Periódico Ilustrado” del 21 ottobre 1884 nel necrologio riguardante l'autore, scritto dal signor Girolamo Argáez, si legge: “Il dramma intitolato “Pascual Bruno”, ripreso da Arias Vargas dall'opera di Alexandre Dumas, ha debuttato in questa città con applausi fragorosi e ripetuti parecchie volte. Allo stesso modo ha avuto il benvenuto in diverse province e al Teatro Nazionale di Caracas".
Al 1862 risale il balletto "Pasqual Bruno", coreografato da Gaspare Pratesi, rappresentato per la prima volta presso il Teatro della Cannobiana di Milano.
Nel panorama siciliano, merita di essere ricordato Nino Insanguine (1898- 1985), artista e puparo catanese, che in veste di attore, insieme alla sua Compagnia Comico-Drammatica del teatro Siciliano (fondata nel 1930) mise in scena tra le pièces scritte di suo pugno “Pasquale Bruno”.

## Il "Pascal Bruno" di Hatton a Vienna

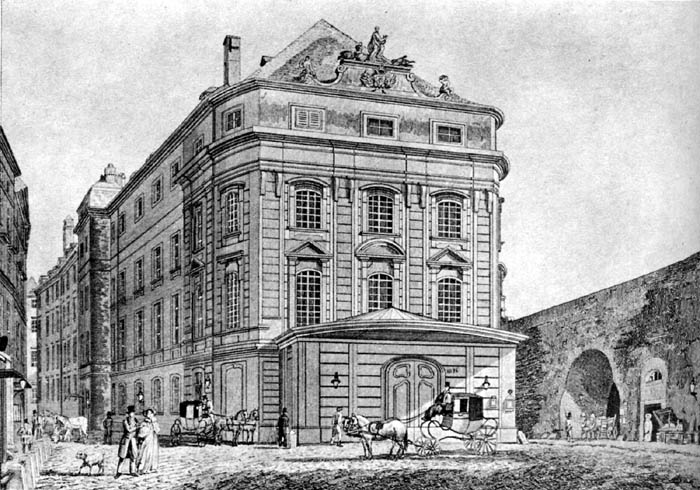
Kärntnertortheater (italiano: Teatro della porta di Carinzia): litografia ca. 1830

La leggenda del bandito Pasquale Bruno venne anche musicata dal compositore inglese John Liptrot Hatton (Liverpool 1809-1886). Nel 1842 fu nominato direttore di teatro per una serie di opere inglesi, e l'anno successivo proprio una sua prima operetta, “La Regina del Tamigi”, venne messa in scena con successo. Della sua
compagnia faceva parte l'austriaco Josef Staudigl, uno dei cantanti più famosi dell'epoca,
molto ammirato sul palcoscenico operistico. Proprio su suggerimento di quest'ultimo Hatton scrisse l'ambizioso lavoro in tre del “Pascal Bruno”, con libretto di Edward Fitzball
ispirato, ovviamente, al romanzo di Alexandre Dumas. L'opera di Hatton, in una traduzione tedesca di Joseph von Seyfried, fu presentato per la prima volta al Theater am Kärntnertor (Teatro della porta di Carinzia) di Vienna, sabato 2 marzo del 1844, con
Staudigl nella parte principale del bandito. Dell'opera faceva parte la canzone, “Revenge” (Vendetta), che rese il cantante molto popolare in Inghilterra. Altre due canzoni fecero il giro del mondo e furono il duetto “Stung by horror”, in cui Staudigl cantava insieme ad Elizabeth Rainforth, e “O Give Me Back”. Il libretto dell'opera è conservato a Monaco presso il dipartimento di musica della Biblioteca di Stato della Baviera.